# Hallásküszöb
A hallásküszöb az a legkisebb hangnyomás, amelyet visszhangmentes, úgynevezett süketszobában a vizsgált személy fülével még éppen érzékel. Az egészséges ember hallásküszöbe a 2 kHz-es frekvenciánál 20 µPa. Az értékek eltolódása, illetve a szintkülönbség decibelben kifejezett értéke a hallásveszteségnek mértékét is jelenti. A hallásveszteség lehet vezetéses, a fül belső szerkezetéből adódó, vagy idegi, az idegrendszer működésének hibája miatt kialakuló.

## Hallásküszöb kategóriák
A hallásküszöböt a két fülben külön határozzák meg; ez az egyfülű hallásküszöb. A rosszabbik fül értéke határozza meg a kétfülű hallásküszöböt, ezzel a halláscsökkenés kategóriáit. A kategóriák megadhatók a két fülre külön-külön is. Emellett még mérik külön a csontvezetéses hallásküszöböt is. A csökkenés referenciapontja a 18 éves, ép fülű, normál hallású fiatal. 
- I. kategória – 20 dB vagy annál jobb mindkét fülben, valamennyi frekvencián.
- II kategória – 20 dB vagy annál jobb a beszédfrekvenciákon (0,5–1–2 kHz), legfeljebb 40 dB 3 kHz-en, és legfeljebb 65 dB 4 kHz-en.
- III kategória – Halláskárosodás a beszédfrekvenciákon, de az átlagos hallásküszöb jobb, mint 20 dB, vagy 3 kHz-en meghaladja a 40 dB-t, vagy 4 kHz-en a 65 dB-t.
- IV kategória – Az átlagos hallásküszöb a beszédfrekvenciákon 20 dB vagy rosszabb.

Ha mindkét fület tekintetbe veszik a beszédfrekvenciákon:
- A 30 dB és a 90 dB közötti hallásvesztés nagyothallás
- A 90 dB fölötti hallásvesztés siketség.

Ekkor a megmaradt hallást hallásmaradványnak, reziduális hallásnak nevezik, és minél teljesebb kihasználására törekszenek.
40 éves kor felett az időskori halláscsökkenés jellemző, ami főként a magas hangokat érinti. A zajártalom által okozott halláscsökkenés a 4000 Hz körüli hangmagasságokra korlátozódik.

## Ábrázolása
A mért hallásküszöböt audiogramon ábrázolják. A függőleges tengelyen lefelé a decibeleket, a logaritmikusan skálázott vízszintes tengelyen a hangmagasságot jelzik. A beszédfrekvenciákon kivastagítják a nagyothallás határát jelentő 30 dB-t. A diagramon jelölik az ép csontvezetéses hallásküszöböt is. Erre vezetik fel egyenként a különböző frekvenciákra mért hallásküszöböt, mégpedig a két fülre külön-külön.

## Mérése
A hallásküszöb mérésére objektív és szubjektív módszereket használnak. Mindkét fajta mérés lehet pontatlan, és az objektív mérés gyakran csak részinformációkkal szolgál, ezért a hallásküszöböt többféleképpen is megmérik a hibák kiszűrése érdekében. Külön mérik a tisztahang és a beszédhallás küszöbét. A hallásküszöb mérését audiometriának is hívják.
Az objektív vizsgálat módszerei: mérik a fül által kibocsátott hangokat (otoakusztikus emisszió), és a hangjel által kiváltott potenciálokat. További lehetőség a nagyfrekvenciájú impedancia audiometria.
A szubjektív vizsgálatok mérési módszereit az alany életkorához igazítják:
- 9 hónapos kor alatt a szubjektív vizsgálat a csecsemő viselkedésének megfigyelésén alapul
- 9 hónapos és 3 éves kor között a gyerek hallásvizsgálatát vizuális megerősítéssel végzik
- 3 éves kortól már lehetőség van játékaudiometriát, tisztahang- és beszédaudiometriát végezni. Ehhez az alany kap egy fejhallgatót, amin keresztül hangokat játszanak be, és az alanynak jeleznie kell, hogy hallotta-e, vagy sem.

## Lásd még
- Hangosság
- Nagyothallás
- A halláskárosodás típusai
- Siketség
- Jelnyelv
- Gestuno nyelv
- Siketek Sportklubja